# Charles Jenkinson, 3:e earl av Liverpool
Charles Cecil Cope Jenkinson, 3:e earl av Liverpool, född den 29 maj 1784, död den 3 oktober 1851, var en brittisk statsman. 
Lord Liverpool var son till Charles Jenkinson, 1:e earl av Liverpool i dennes andra äktenskap och därmed halvbror till premiärminister Robert Jenkinson, 2:e earl av Liverpool. Under Napoleonkrigen var han frivillig i österrikiska armén och deltog som sådan i slaget vid Austerlitz.
Lord Liverpool valdes till ledamot av underhuset 1807 och satt där till 1828, då han tog säte i överhuset som earl av Liverpool. Han satt i hertigens av Portland regering 1807-1809 och under Spencer Perceval 1809-1810. År 1841 inträdde han i Privy Council och utnämndes till Lord Steward of the Household i sir Robert Peels minsitär, en post han innehade till 1846.
När lord Liverpool dog vid 67 års ålder utslocknade den manliga huvudlinjen av familjen och titlarna baron Hawkesbury och earl av Liverpool föll ur bruk. De återupplivades dock till förmån för hans dotterson, den liberale politikern Cecil Foljambe, som blev baron 1893 och earl 1905.